# Palaeoloxodon tiliensis
Palaeoloxodon tiliensis (лат.)  — вымерший вид средиземноморских карликовых слонов. Является эндемиком острова Тилос в Эгейском море. Описан по костям, найденным в отложениях плейстоцена в пещере Харкадио. Находок вне пещеры не обнаружено. Первоначально назван Elephas tiliensis, затем перенесён в род палеолоксодонов. Вероятно, является потомком крупногабаритного материкового вида Palaeoloxodon antiquus. Вид впервые появился в отложениях пещеры Харкадио около 45 000 лет назад и вымер почти 4000–3500 лет назад (Symeonidis, 1972). Считается последним из живших в Европе карликовых слонов.
Возраст отложений на месте открытия колеблется от очень позднего плейстоцена до второй половины голоцена (Symeonidis et al., 1973; Dermitzakis and Sondaar, 1978; Theodorou, 1983; Theodorou, 1988). Слоны представлены примерно 45 особями разного возраста (более 15 000 костей или около 13 300 идентифицированных костей плюс фрагменты), которые описаны в серии публикаций (Symeonidis, 1973; Symeonidis et al., 1973; Bachmayer et al., 1984; Theodorou, 1983).
Карликовые слоны Тилоса немного крупнее сицилийского карликового слона Palaeoloxodon falconeri. Найденные бедренные кости достигают 700 мм в длину. Слон от маленького до среднего размера, на 50% или ещё меньше своего вероятного предка Palaeoloxodon antiquus. По оценкам, его масса тела составляла около 630—890 кг (до 1300 кг), а максимальная высота — около 190 см (Lomolino et al., 2013).
С начала 1970-х годов продолжается изучение нового эндемичного вида карликовых слонов, первоначально названного Elephas tiliensis, а затем отнесенного к роду палеолоксодонов — Palaeoloxodon tiliensis в соответствии с преобладающим мнением, что Palaeoloxodon является действительным родом и что средиземноморские эндемичные островные карликовые слоны, за исключением сардинских Mammuthus lamarmorae и критских Mammuthus creticus, скорее всего, происходят от основателя популяций крупногабаритного материкового вида Palaeoloxodon antiquus, что подтверждается морфологическими признаками (Shoshani and Tassy, 2005; Shoshani et al., 2007; Ferretti, 2008; Herridge, 2010).
Этот вид средиземноморских эндемичных карликовых слонов считается последним из живших в Европе. Слоны попали на остров в период, когда Тилос был частью полуострова Малая Азия. Вид впервые появился в отложениях пещеры Харкадио около 45 000 лет назад и вымер почти 4000–3500 лет назад (Symeonidis, 1972), примерно в то же время, когда последний Mammuthus primigenius обитал на острове Врангеля (Vartanyan et al., 2008). Верхняя датировка доказывает одновременное существование слонов и человека в эпоху после палеолита (Bachmayer et al. 1984; Theodorou and Symeonidis, 2001). Пока неизвестно видели ли и охотились ли люди на карликовых слонов Тилоса.
Вымирание Elephas tiliensis в голоцене, возможно, является комбинированным результатом экологических процессов, вызванных климатическими изменениями, сокращением поверхности острова из-за послеледникового повышения уровня моря и вулканизма в этом районе, загрязнением источников пресной воды вулканическими выбросами, охотничьей деятельностью ранних людей.
Учёные использовали технологии визуализации для моделирования и 3D-печати недостающих костей из неполного скелета слона. Проведена точная оцифровка морфологии с использованием как компьютерной томографии, так и лазерного сканирования поверхности, трёхмерное моделирование цифровых данных, математическая обработка размеров элементов скелета с учётом тафономических данных и аллометрии и, наконец, трёхмерное моделирование и 3D-печать анатомически и метрически точных скелетных элементов. В результате получен полный скелет.
Находки хранятся в палеонтологическом музее Афинского университета. Выставка о раскопках пещеры Харкадио, содержащая окаменелости карликовых слонов, открылась в 1994 году в мэрии Тилоса в Мегалон-Хорионе.